# Vailhauquès
Vailhauquès é uma comuna francesa na região administrativa de Occitânia, no departamento de Hérault. Estende-se por uma área de 16,12 km². Em 2010 a comuna tinha 2 600 habitantes (densidade: 161,3 hab./km²).